# باشگاه فوتبال وولفرونیانس
باشگاه فوتبال وولفرونیانس (به انگلیسی: AFC Wulfrunians) یک باشگاه فوتبال در شهر ولورهمپتون، کشور انگلستان است که در سال ۲۰۰۵ میلادی تأسیس شده‌است.